# اکوپروونس
اکوپروونس (به انگلیسی: Ecoprovince)، یک واحد جغرافیایی زیستی کوچک‌تر از قلمرو زیست‌جغرافیایی (Ecozone) است که دارای یک یا چند بوم‌ناحیه است. بر اساس نظر دمارچی (۱۹۹۶)، یک استان بوم‌گردی مناطقی با آب و هوای یکنواخت، تاریخ زمین‌شناسی و فیزیوگرافی (یعنی رشته کوه‌ها، دره‌های بزرگ، فلات‌ها) را دربر می‌گیرد. اندازه و یکنواختی گسترده داخلی آنها را به واحدهای ایده‌آل برای اجرای سیاست‌های منابع طبیعی تبدیل می‌کند.